# Selecta Visión
Selecta Visión és una companyia catalana distribuïdora i productora dedicada a la gestió de drets audiovisuals. Fou creada l'any 1984 a Barcelona.
A Home Video comercialitzen sota el segell Selecta Visión, DVD i Blu-ray, en els principals punts de venda al detall utilitzant la xarxa de vendes de 20th Century Fox.
Selecta Visión ha produït, juntament amb diferents cadenes de televisió espanyoles, programes infantils i juvenils de gran èxit. La sèrie Desesperado Club Social, d'Antena 3, va ser guardonat amb el Premi Ondas al programa més innovador (2001), així com Club Megatrix va guanyar el TP d'Or al Millor Programa Infantil de televisió (1996). Altres produccions són Los Chuquis, que varen estar cinc anys en emissió a Telecinco, i Kombai & Co amb més de 2 anys d'emissió. Comecaminos és produït per TVE, s'emetia a La 1 tots els caps de setmana i diàriament en els matins de La 2. El seu últim projecte va ser la producció de la sèrie televisiva Los Clanners per al canal infantil TDT Clan
Selecta Visión és la principal operadora de drets de sèries i pel·lícules d'animació a Espanya. Peces com Lucky Luke, Tintín, Les tortugues ninja, Akira, Bola de drac o Ghost in the Shell formen part del seu arxiu. També és la distribuïdora de films actuals estrenats fa relativament poc en sales japoneses i que han arribat a Espanya gràcies a Selecta Visió, en són exemples les pel·lícules de Your Name (2016), Koe no Katachi (2016), Kono Sekai no Katasumi ni (2016), Uchiage Hanabi, Shita Kara Miru ka? Yoko Kara Miru ka? (2017) o Vull menjar-me el teu pàncrees (2018).
L'empresa participa activament en diversos festivals anuals orientats sobretot cap a la cultura japonesa com són el Saló del Manga de Barcelona i el Japan Weekend de Madrid on comercialitzen els seus productes. A més a més, organitzen conferències i presenten les novetats i estrenes d'aquell any.